# Final da Copa da Argentina de Futebol de 2018–19
A final da Copa da Argentina de Futebol de 2018–19, competição argentina de futebol organizada pela Associação do Futebol Argentino (AFA), foi realizada em 13 de dezembro de 2019 no Estádio Malvinas Argentinas em Mendoza entre Central Córdoba de Santiago del Estero e River Plate.
A partida foi vencida por 3–0 pelo River Plate no tempo regulamentar, conquistando assim seu tricampeonato na competição e garantindo vaga na Supercopa Argentina de 2019 e na fase de grupos da Taça Libertadores de 2020.

## Performances dos finalistas

### Central Córdoba
O Central Córdoba de Santiago del Estero estreou na terceira fase da competição com uma vitória de 1–0 contra o Nueva Chicago no estádio Brigadier Estanislao López, em Santa Fé. No jogo pela quarta fase, ganhou do All Boys por 1–0 no Estádio 15 de Abril em Santa Fé. Nas oitavas de final, contra o Villa Mitre de Bahía Blanca, ganhou de 2–1 no Estádio Coloso del Ruca Quimey. Nas quartas de final venceu o Estudiantes de La Plata por 1–0 no Estádio Juan Domingo Perón (Instituto), em Córdoba. Nas semifinais enfrentou o Lanús no Estádio Carlos Augusto Mercado Luna, em Rioja, e venceu pelo placar apertado de 1–0.

### River Plate
O River Plate estreou pela terceira fase da competição com um placar de 3–0 contra o Argentino de Merlo no Estádio Padre Ernesto Martearena, em Salta. Na quarta fase, teve dificuldades contra o Gimnasia y Esgrima de Mendoza, mantendo o empate em 1–1 no tempo normal de jogo, e ganhando de 5–4 na disputa por pênaltis no Estádio Único de Villa Mercedes. Nas oitavas, teve dificuldades contra o Godoy Cruz, vencendo pelo placar mínimo de 1–0 em La Fortaleza. Nas quartas de final enfrentou o Almagro no Estádio Malvinas Argentinas, em Mendoza, e venceu por 2–0, avançando para a sua quarta semifinal consecutiva. Nas semifinais enfrentou o Estudiantes de Buenos Aires no Estádio Mario Alberto Kempes em Córdoba, ganhando de 2–0 no tempo normal.

## Caminho até a final
| Central Córdoba         | Central Córdoba | Fase             | River Plate                   | River Plate |
| ----------------------- | --------------- | ---------------- | ----------------------------- | ----------- |
| Oponente                | Resultado       | Fase final       | Oponente                      | Resultado   |
| Nueva Chicago           | 1–0             | Terceira fase    | Argentino de Merlo            | 3–0         |
| All Boys                | 1–0             | Quarta fase      | Gimnasia y Esgrima de Mendoza | 1–1 (5–4 p) |
| Villa Mitre             | 2–1             | Oitavas de final | Godoy Cruz                    | 1–0         |
| Estudiantes de La Plata | 1–0             | Quartas de final | Almagro                       | 2–0         |
| Lanús                   | 1–0             | Semifinais       | Estudiantes de Buenos Aires   | 2–0         |

## Sede
A província de Mendoza, uma das sedes da disputa desde a edição de 2017, recebeu a final pela terceira temporada consecutiva da Copa Total Argentina. O estádio Malvinas Argentinas de Mendoza recebeu a definição da Copa Total Argentina entre River Plate e Atlético Tucumán em 2017 e entre Rosario Central e Gimnasia y Esgrima La Plata em 2018. San Juan (2011–12 e 2013–14), Catamarca (2012–13) e Córdoba (2014–15 e 2015–16) sediaram as finais nas ocasiões anteriores.

## Partida
O River encarou o Central Córdoba na decisão, no dia 13 de dezembro, menos de um més após a final da Libertadores. E com o título, garantiu vaga direta para a fase de grupos da próxima edição da principal competição entre clubes da América.
| 13 de dezembro de 2019 | Central Córdoba | 0 – 3     | River Plate                                      | Estádio Malvinas Argentinas, Mendoza |
|                        |                 | Relatório | Scocco 30' · Ignacio Fernández 67' · Álvarez 71' | Árbitro: Facundo Tello               |

| Cores do Time Central Córdoba (SdE) | River Plate |

|                 | 01 | Diego Matías Rodríguez |     |     |
|                 | 29 | Ismael Quílez          |     | 54' |
|                 | 24 | Hugo Vera Oviedo       | 34' |     |
|                 | 04 | Oscar Salomón          |     |     |
|                 | 03 | Matías Nani            |     |     |
|                 | 12 | Jonathan Bay           |     |     |
|                 | 15 | Lisandro Alzugaray     |     | 75' |
|                 | 05 | Cristian Vega ()       | 36' |     |
|                 | 08 | Marcelo Meli           | 87' |     |
|                 | 40 | Gervasio Núñez         |     | 46' |
|                 | 35 | Jonathan Herrera       |     |     |
| Substitutos:    |    |                        |     |     |
|                 | 23 | Maximiliano Cavallotti |     |     |
|                 | 06 | Marcos Sánchez         |     |     |
|                 | 14 | Juan Daniel Galeano    |     |     |
|                 | 21 | Santiago Gallucci      |     |     |
|                 | 25 | Franco Cristaldo       |     | 54' |
|                 | 30 | Nicolás Miracco        |     | 75' |
|                 | 33 | Joao Rodríguez         |     | 46' |
| Treinador:      |    |                        |     |     |
| Gustavo Coleoni |    |                        |     |     |

|                  | 01 | Franco Armani         |  |     |
|                  | 29 | Gonzalo Montiel       |  |     |
|                  | 28 | Lucas Martínez Quarta |  |     |
|                  | 22 | Javier Pinola ()      |  |     |
|                  | 20 | Milton Casco          |  |     |
|                  | 26 | Ignacio Fernández     |  |     |
|                  | 24 | Enzo Pérez            |  | 76' |
|                  | 15 | Exequiel Palacios     |  | 79' |
|                  | 11 | Nicolás De La Cruz    |  |     |
|                  | 19 | Rafael Santos Borré   |  | 64' |
|                  | 32 | Ignacio Scocco        |  |     |
| Substitutos:     |    |                       |  |     |
|                  | 25 | Enrique Bologna       |  |     |
|                  | 04 | Fabrizio Angileri     |  |     |
|                  | 06 | Paulo Díaz            |  |     |
|                  | 21 | Cristian Ferreira     |  |     |
|                  | 23 | Leonardo Ponzio       |  | 76' |
|                  | 09 | Julián Álvarez        |  | 64' |
|                  | 27 | Lucas Pratto          |  | 79' |
| Treinador:       |    |                       |  |     |
| Marcelo Gallardo |    |                       |  |     |

| Homem do jogo: Ignacio Fernández (River Plate) Árbitros assistentes ARG Gabriel Chade ARG Facundo Rodríguez Quarto árbitro: ARG Pablo Echavarría | Regulamento: - 90 minutos. - Caso haja empate no tempo normal, o vencedor será decidido nas penalidades máximas. - Sete jogadores substitutos. - Máximo de três substituições. |

### Estatísticas
| Geral               | Central Córdoba (SdE) | River Plate |
| ------------------- | --------------------- | ----------- |
| Gols marcados       | 0                     | 3           |
| Finalizações totais | 10                    | 11          |
| Finalizações no gol | 7                     | 6           |
| Posse de bola       | 31%                   | 69%         |
| Escanteios          | 2                     | 4           |
| Faltas cometidas    | 25                    | 7           |
| Impedimentos        | 0                     | 3           |
| Cartões amarelos    | 3                     | 0           |
| Cartões vermelhos   | 0                     | 0           |